# بنك هانغ سانغ
بنك هانغ سانغ (بالصينية التقليدية:恒生銀行) هو ثاني أكبر بنك في هونغ كونغ.